# Retheuil
 (mai 2014).
Retheuil est une commune française située dans le département de l'Aisne, en région Hauts-de-France.

## Géographie
Le village est bâti au fond d'un étroit vallon délimité au nord et au sud par des collines qui se rattachent au plateau du Soissonnais. Le ru de Vandy prend sa source au lieu-dit la Marquette et traverse la commune dans toute sa longueur d'ouest en est, passe au fond de Breuil, se retarde dans l'étang de Thimet, du même nom que l'ancien moulin, pour aller s'unir au ru de Sainte-Clotilde venant de Vivières. Sur 1493 ha d'étendue, la forêt de Retz occupe 370 ha au sud du terroir. Le village est éclaté en trois endroits : le bourg, la Rouillée petit hameau à l'est, et la Marquette hameau plus important à l'ouest avec la maison forestière de Cabaret. 

### Communes limitrophes

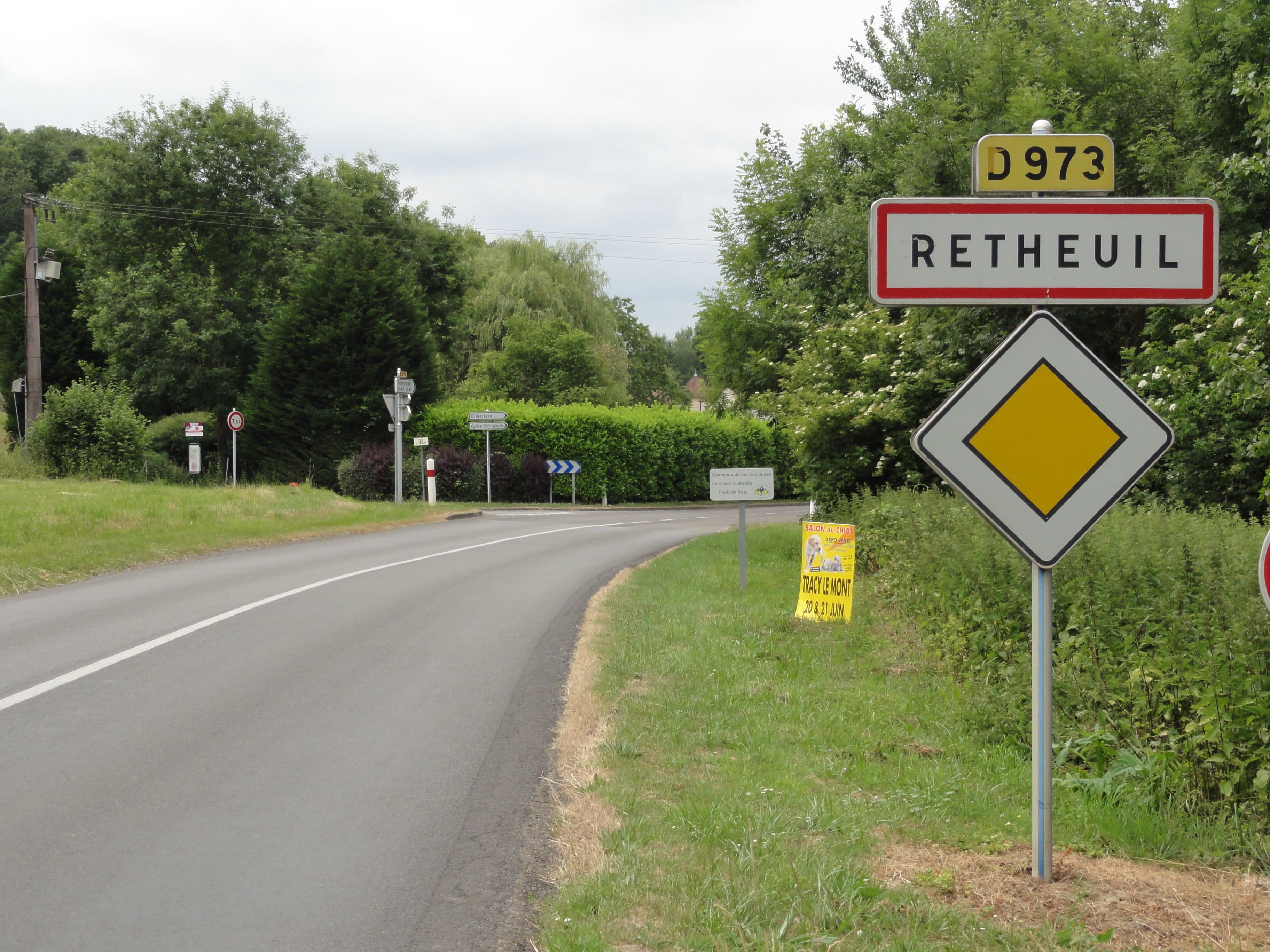
Entrée de Retheuil.

### Hydrographie
La commune est située dans le bassin Seine-Normandie. Elle est drainée par le cours d'eau 01 de la commune de Taillefontaine et le cours d'eau 02 de la Rouillée,,.

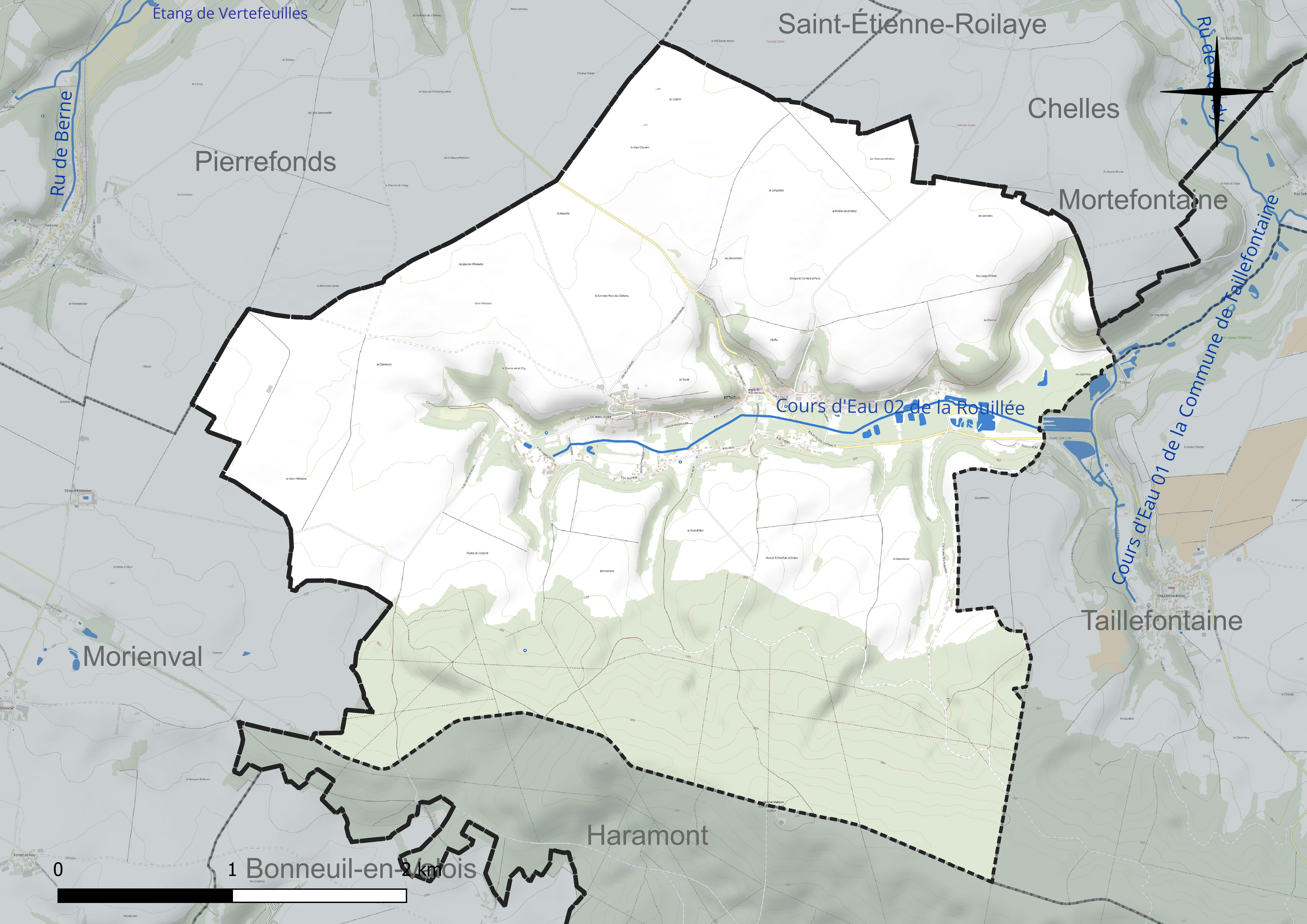
Réseau hydrographique de Retheuil.

### Climat
Pour des articles plus généraux, voir Climat des Hauts-de-France et Climat de l'Aisne.
En 2010, le climat de la commune est de type climat océanique dégradé des plaines du Centre et du Nord, selon une étude du CNRS s'appuyant sur une série de données couvrant la période 1971-2000. En 2020, Météo-France publie une typologie des climats de la France métropolitaine dans laquelle la commune est exposée à un climat océanique altéré et est dans la région climatique Nord-est du bassin Parisien, caractérisée par un ensoleillement médiocre, une pluviométrie moyenne régulièrement répartie au cours de l'année et un hiver froid (3 °C).
Pour la période 1971-2000, la température annuelle moyenne est de 10,5 °C, avec une amplitude thermique annuelle de 15,2 °C. Le cumul annuel moyen de précipitations est de 759 mm, avec 12,5 jours de précipitations en janvier et 8,7 jours en juillet. Pour la période 1991-2020, la température moyenne annuelle observée sur la station météorologique la plus proche, située sur la commune de Margny-lès-Compiègne à 18 km à vol d'oiseau, est de 11,2 °C et le cumul annuel moyen de précipitations est de 633,5 mm,. Pour l'avenir, les paramètres climatiques de la commune estimés pour 2050 selon différents scénarios d'émission de gaz à effet de serre sont consultables sur un site dédié publié par Météo-France en novembre 2022.

## Urbanisme

### Typologie
Au 1er janvier 2024, Retheuil est catégorisée commune rurale à habitat dispersé, selon la nouvelle grille communale de densité à 7 niveaux définie par l'Insee en 2022.
Elle est située hors unité urbaine. Par ailleurs la commune fait partie de l'aire d'attraction de Paris, dont elle est une commune de la couronne,.

### Occupation des sols
L'occupation des sols de la commune, telle qu'elle ressort de la base de données européenne d'occupation biophysique des sols Corine Land Cover (CLC), est marquée par l'importance des territoires agricoles (63,8 % en 2018), une proportion sensiblement équivalente à celle de 1990 (63,2 %). La répartition détaillée en 2018 est la suivante : 
terres arables (58,3 %), forêts (36,2 %), zones agricoles hétérogènes (5,5 %).
L'évolution de l'occupation des sols de la commune et de ses infrastructures peut être observée sur les différentes représentations cartographiques du territoire : la carte de Cassini (XVIIIe siècle), la carte d'état-major (1820-1866) et les cartes ou photos aériennes de l'IGN pour la période actuelle (1950 à aujourd'hui).

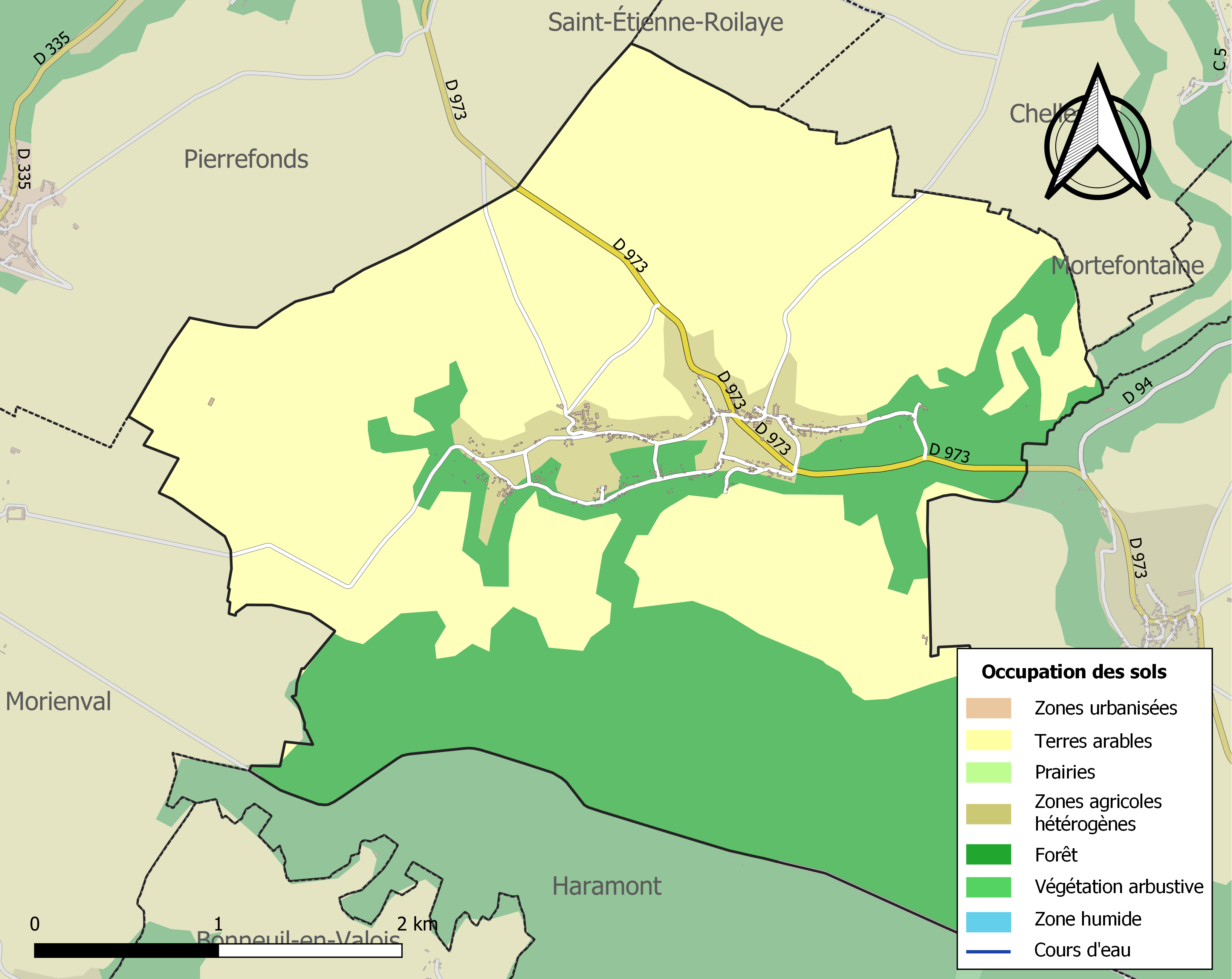
Carte de l'occupation des sols de la commune en 2018 (CLC).

## Toponymie
Le nom de la localité est attesté sous les formes Restolium (1211) ; Restuel (1216) ; Restueil (1261) ; Retheul (1573).
Retheuil, Restolium en 1121, ancienne clairière de défrichement.

## Histoire
La seigneurie de Retheuil après avoir été rattachée à celle de Pierrefonds au XIe siècle fut détachée au XIIIe siècle. Elle appartenait en 1773 à la célèbre famille Héricart de Thury qui possédait les fermes de Passy-en-Valois, de Saint-Remy-Blanzy, Damrard etc. Cette seigneurie comportait le château et une ferme attenante dite du château. De ce dernier, il est difficile de dire ce qu'il reste aussi bien que des bâtiments d'exploitation dont l'affectation est peu identifiable. Actuellement[Quand ?], la ferme est sur plan à cour fermée tournée vers le plateau : le corps de logis paraît installé dans une ancienne chapelle (qui a des parties XIIIe siècle) remaniée en 1773 et commande la porte d'entrée dominée par une échauguette du XVIe siècle M. Il reste outre les bâtiments ruraux un colombier carré. Dans l'enclos subsiste la chapelle Saint-Eloi en ruine, peut-être du XVIe siècle. Elle avait jadis un chapelain perpétuel et dépendait de la cure.
Mais le territoire de Retheuil était partagé par des seigneuries ecclésiastiques. L'abbaye Saint-Jean-des-Vignes de Soissons y possédait, dès le XIIIe siècle, une ferme où il y avait des convers et une grange dîmière. Il semble qu'il y ait souvent confusion entre cette ferme et celle du château. La ferme de Saint-Jean-des-Vignes n'est pas exactement localisée mais pourrait être celle de la Chabaudonne qui conserve des parties médiévales. En réalité, il existe huit fermes sur le territoire et cela explique la méprise. Ces huit fermes sont toutes sur plan à cour fermée, plus ou moins régulier et sont, pour la plupart de moyenne importance, implantées en fond de vallée.
Soixante maisons ont été photographiées et s'apparentent au type soissonnais ; deux seulement portent la date 1837, 1857. Le plan terrier de 1773 conservé dans les archives communales aiderait certainement à la datation précise de ces constructions.
Comme à Oigny, Retheuil a conservé trois de ses puits en pierre, couverts, carrés : sente d'Angoulême et rue de la Rouillée, hexagonal : rue de Tabary. La fontaine Saint-Aubin, à proximité de l'église, qui avait réputation de guérir la fièvre fut refaite à neuf en 1644. Si en 1889 on a retrouvé l'ancien bassin en pierre du XVIIe siècle, en 2017 toujours présent et actif, il va faire l'objet d'un nettoyage et d'une restauration.

## Politique et administration

### Découpage territorial
La commune de Retheuil est membre de la communauté de communes Retz-en-Valois, un établissement public de coopération intercommunale (EPCI) à fiscalité propre créé le 1er janvier 2017 dont le siège est à Villers-Cotterêts. Ce dernier est par ailleurs membre d'autres groupements intercommunaux.
Sur le plan administratif, elle est rattachée à l'arrondissement de Soissons, au département de l'Aisne et à la région Hauts-de-France. Sur le plan électoral, elle dépend du  canton de Villers-Cotterêts pour l'élection des conseillers départementaux, depuis le redécoupage cantonal de 2014 entré en vigueur en 2015, et de la cinquième circonscription de l'Aisne  pour les élections législatives, depuis le dernier découpage électoral de 2010.

### Administration municipale
| Période                                  | Période                       | Identité        | Étiquette | Qualité                                 |
| ---------------------------------------- | ----------------------------- | --------------- | --------- | --------------------------------------- |
| Les données manquantes sont à compléter. |                               |                 |           |                                         |
| 1990                                     | mars 2014                     | Pierre Perin    | DVD       |                                         |
| mars 2014                                | En cours (au 13 juillet 2020) | Vincent Siodmak | SE        | Retraité Réélu pour le mandat 2020-2026 |

## Démographie
L'évolution du nombre d'habitants est connue à travers les recensements de la population effectués dans la commune depuis 1793. Pour les communes de moins de 10 000 habitants, une enquête de recensement portant sur toute la population est réalisée tous les cinq ans, les populations de référence des années intermédiaires étant quant à elles estimées par interpolation ou extrapolation. Pour la commune, le premier recensement exhaustif entrant dans le cadre du nouveau dispositif a été réalisé en 2008.

En 2022, la commune comptait 348 habitants, en évolution de −5,69 % par rapport à 2016 (Aisne : −1,97 %, France hors Mayotte : +2,11 %).
| 1793 | 1800 | 1806 | 1821 | 1831 | 1836 | 1841 | 1846 | 1851 |
| ---- | ---- | ---- | ---- | ---- | ---- | ---- | ---- | ---- |
| 328  | 343  | 332  | 365  | 472  | 456  | 472  | 488  | 456  |

| 1856 | 1861 | 1866 | 1872 | 1876 | 1881 | 1886 | 1891 | 1896 |
| ---- | ---- | ---- | ---- | ---- | ---- | ---- | ---- | ---- |
| 479  | 465  | 456  | 444  | 450  | 420  | 422  | 432  | 440  |

| 1901 | 1906 | 1911 | 1921 | 1926 | 1931 | 1936 | 1946 | 1954 |
| ---- | ---- | ---- | ---- | ---- | ---- | ---- | ---- | ---- |
| 451  | 455  | 441  | 376  | 378  | 360  | 325  | 367  | 363  |

| 1962 | 1968 | 1975 | 1982 | 1990 | 1999 | 2006 | 2008 | 2013 |
| ---- | ---- | ---- | ---- | ---- | ---- | ---- | ---- | ---- |
| 326  | 314  | 315  | 304  | 306  | 335  | 368  | 377  | 384  |

| 2018 | 2022 | - | - | - | - | - | - | - |
| ---- | ---- | - | - | - | - | - | - | - |
| 349  | 348  | - | - | - | - | - | - | - |

## Culture locale et patrimoine

### Lieux et monuments
- L'église Saint-Aubin de Retheuil date pour l'essentiel de la fin du XVe siècle ou du début du XVIe siècle. Elle se compose d'une nef de trois travées avec bas-côtés plafonnés, de deux travées de chœur voûtées sur croisées d'ogives flanquées de deux chapelles. Le chevet est pentagonal. La chapelle sud est en réalité l'étage inférieur voûté en berceau d'un clocher de la fin du XIe siècle - vestige d'un édifice antérieur. Tandis que la chapelle nord date du XIIe siècle comme la porte occidentale. L'église était ornée de vitraux signés Jean Cousin dont il ne reste que deux médaillons représentant l'un saint Nicolas et l'autre un prêtre à genoux[1].
- Le presbytère flanque l'église au nord. Il ne peut pas être identifié avec celui bâti en 1672 par Charles de Laon, curé de Retheuil qui avait également élevé un colombier quand il possédait à peine les 50 arpents de terre requis. Le bâtiment actuel est une demeure sobre, sans décor, aux belles proportions, à un étage carré couvert d'un toit en tuile plate à quatre versants, qui remonte au milieu du XVIIIe siècle.
- Une croix monumentale au cimetière du XVIe siècle porté par un socle en gradins, qui se trouve à l'est de l'église.
- Le monument aux morts.

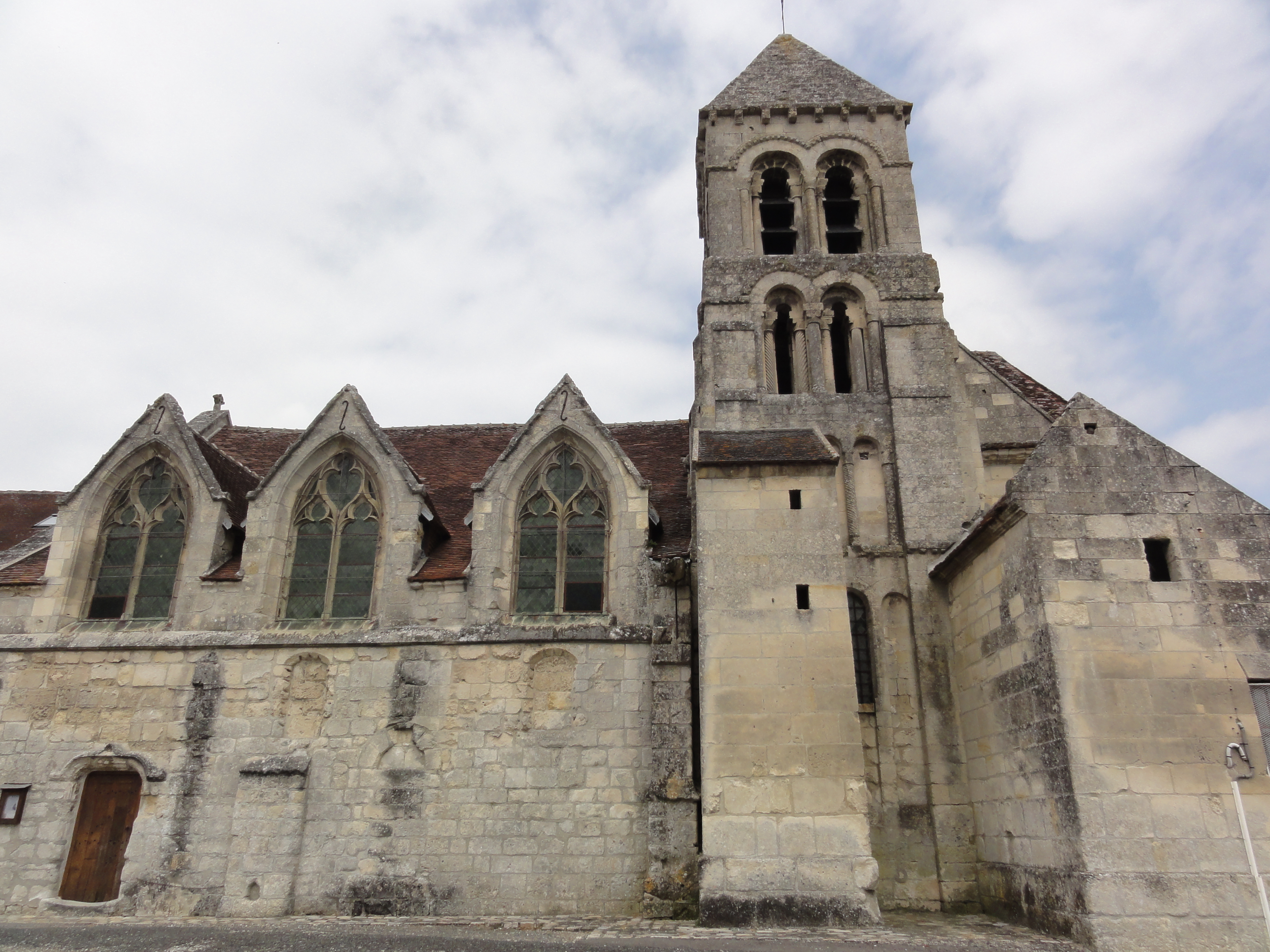
L'église Saint-Aubin.
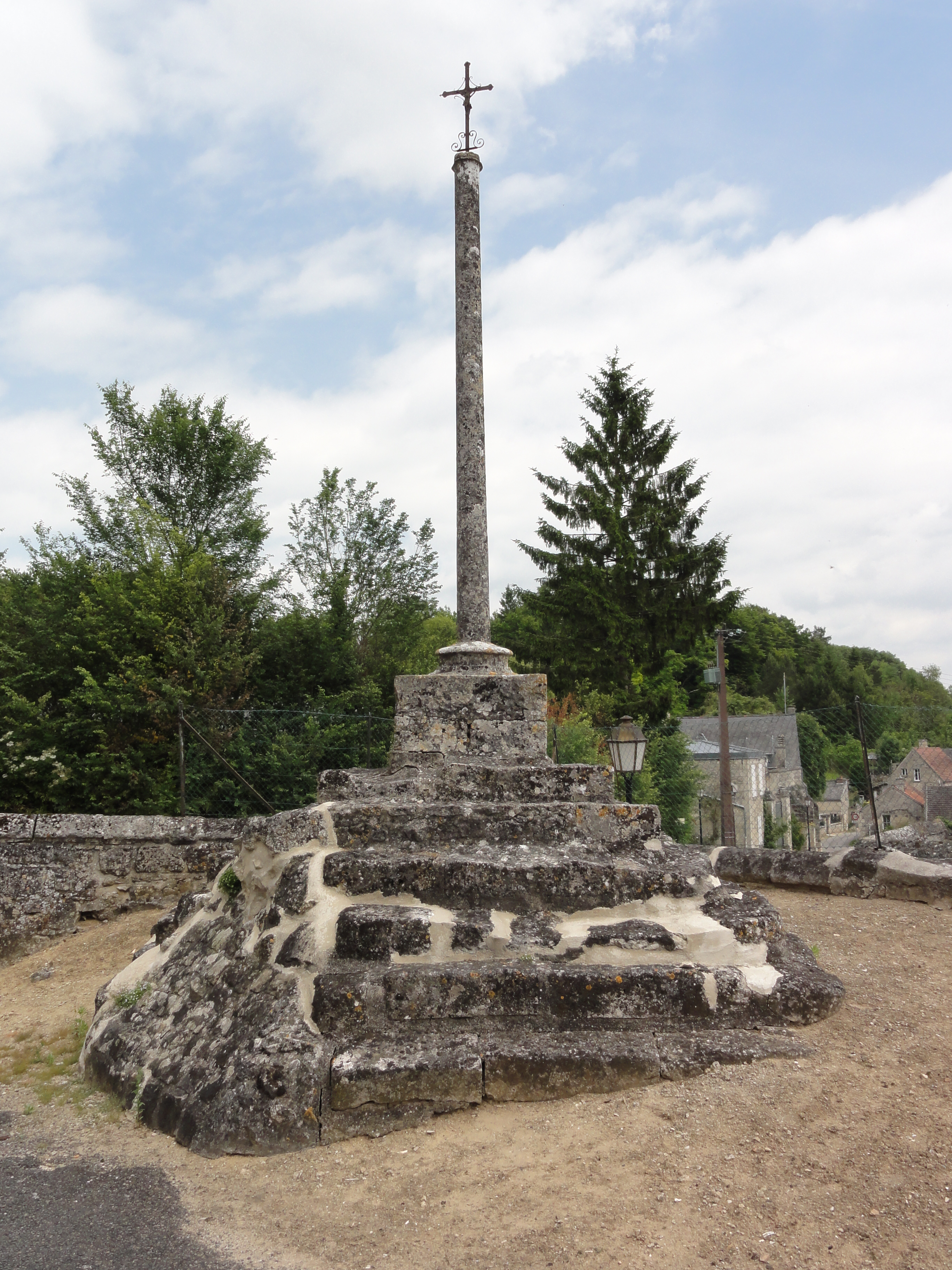
La croix monumentale du cimetière.
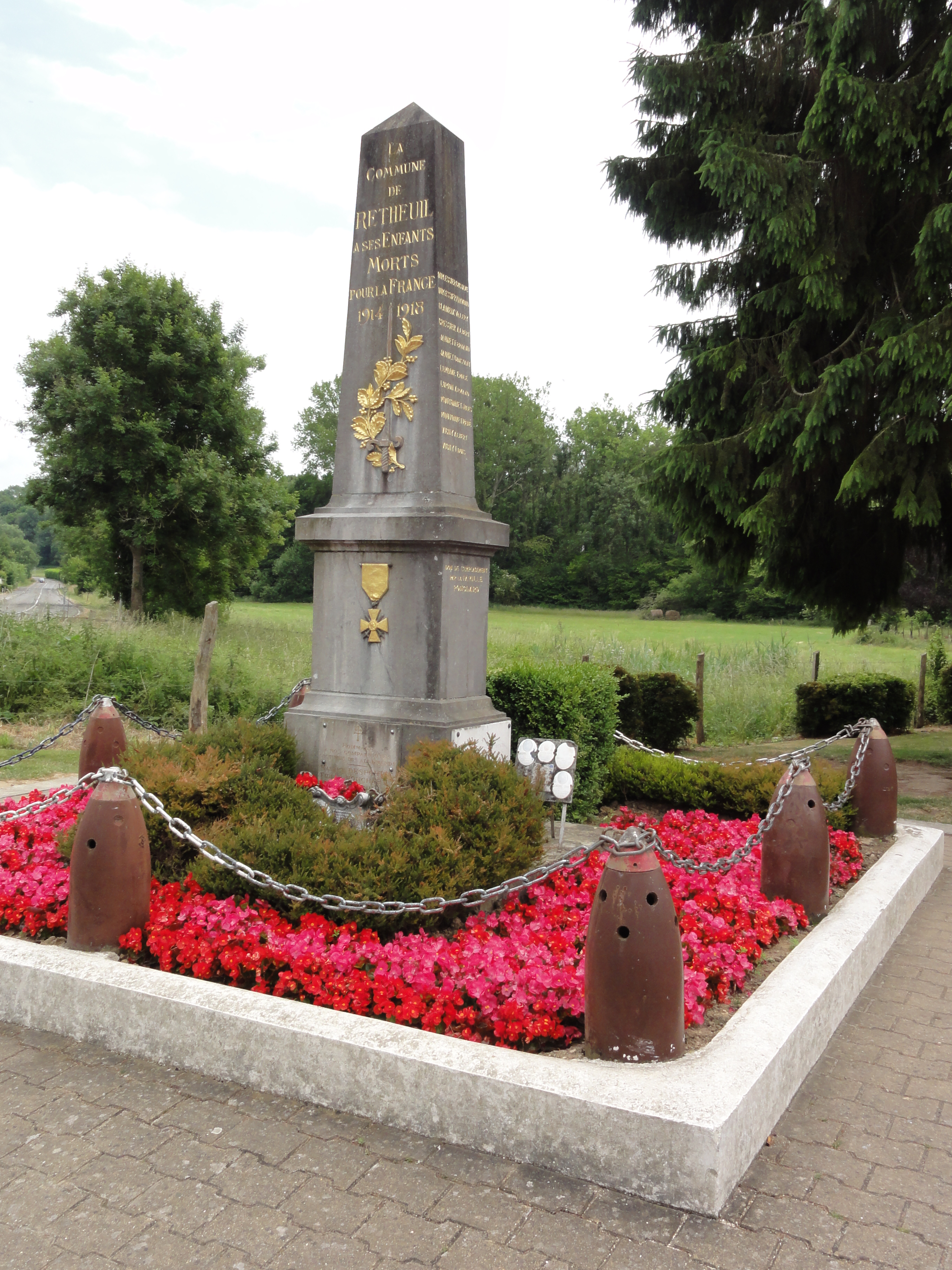
Le monument aux morts.

### Héraldique
| Blason de Retheuil | Blason  | Coupé : au 1er de gueules à l'église du lieu d'argent, au 2e d'azur à l'aigle impériale, la tête contournée d'or. Ornements extérieursCroix de guerre 1914-1918 |
| Blason de Retheuil | Détails | Blason adopté par la municipalité. |